# Balé Mulato
Balé Mulato é o oitavo álbum de estúdio da artista musical brasileira Daniela Mercury, lançado em 25 de outubro de 2005 pela EMI. Após a recepção crítica e comercial relativamente fraca de seu sétimo álbum, Carnaval Eletrônico (2004), que apresentou mudanças drásticas em seu estilo musical, onde as canções exploraram a sonoridade eletrônica, Mercury deixou a BMG e assinou brevemente com a Som Livre por onde liberou seu terceiro álbum ao vivo, Clássica (2005), no qual interpreta canções de jazz e MPB sob uma aparência mais discreta e enfatizando seu talento vocal. Todas essas transições sonoras levou os críticos musicais a acusá-la de "não ter voz própria e atirar para todos os lados". Em 2005, ela anunciou um novo contrato com a EMI e retornou aos estúdios em Salvador, onde ficou entre abril a agosto desenvolvendo material para seu lançamento seguinte. Mercury supervisionou a produção do trabalho com os colaboradores Ramiro Musotto e Alê Siqueira para criar um álbum voltando às suas raízes de axé, desejando distanciar-se um pouco de estilos eletrônicos; embora ainda continua-se a incorporar uma variedade de outros gêneros, como o samba e o pop.
Balé Mulato recebeu análises mistas dos profissionais especializados em música contemporânea, que elogiaram o retorno da intérprete à sua musicalidade de origem, o considerando um dos melhores de sua discografia, enquanto críticas foram feitas ao seu excesso de apelo comercial e a qualidade de suas canções. Comercialmente, o álbum registrou uma recepção positiva, tendo vendido mais de cem mil cópias no Brasil em menos de seis meses de lançado. Em Portugal, alcançou a segunda posição da tabela álbuns, tornando-se a mais alta posição já alcançada por um trabalho da artista nesse país. Como resultado, conseguiu duas certificações de ouro, ambas emitidas pela Pro-Música Brasil (PMB) e pela Associação Fonográfica Portuguesa (AFP).
De Balé Mulato, três singles foram lançados; "Olha o Gandhi Aí", "Topo do Mundo" e "Levada Brasileira", com destaque para o primeiro e o terceiro, que renderam a Mercury prêmios de melhor música no Troféu Band Folia. Além disso, a faixa "Pensar em Você" integrou a trilha sonora nacional da novela da Rede Globo, Belíssima (2005-06). A divulgação do projeto consistiu ainda em apresentações e entrevistas feitas em diversos programas de televisão no Brasil e em Portugal, além da turnê Balé Mulato (2006–08), que visitou a África, América do Sul, Europa e a Ásia e foi registrada no álbum ao vivo homônimo. Este último rendeu à cantora sua primeira vitória no Grammy Latino, na categoria Melhor Álbum de Música Regional ou de Raízes Brasileiras.

## Antecedentes
Em 2000, Mercury saiu às ruas de Salvador com um trio elétrico que promovia a fusão do axé com a música eletrônica no Carnaval da Bahia. A ideia não foi bem recebida pelos foliões presentes, que vaiaram a cantora por duas vezes e responderam com sinais para que o trio passasse mais rápido. Na sequência deste acontecimento, ela liberou Sol da Liberdade, seu primeiro álbum de estúdio distribuído sob um contrato de gravação com a BMG e a Ariola, após sete anos de permanência na Sony Music. Com seu disco posterior, Sou de Qualquer Lugar (2001), ela iniciou uma tendência de incorporar elementos eletrônicos também em suas músicas, mais notavelmente o techno e a música dance. Outra mudança notável, especialmente no encarte do material, foi seu visual, que agora trazia roupas mais modernas e cabelo lisos tingidos com mechas de castanho claro, deixando aflorar um lado mais sensual. Todas essas mudanças foram recebidas friamente pela crítica especializada, que comentou que Mercury "parecia desnorteada, sem saber como se colocar no cenário atual da MPB no álbum". Em 2003, a artista aceitou o convite da MTV Brasil para realizar um concerto para a série de registros ao vivo do canal, que foi gravado e lançado no mesmo ano como o seu segundo álbum ao vivo e primeiro em vídeo, MTV ao Vivo: Eletrodoméstico. O registro foi recebido de forma ambivalente pela crítica, mas atraiu elogios por mostrar que a intérprete era capaz de conciliar suas intervenções eletrônicas com a musicalidade afro-brasileira que a consagrou.
Passado quatro anos desde a estreia de seu primeiro trio eletrônico, Mercury decidiu celebrar a data recrutando nove disco-jóqueis (DJs) brasileiros para ajudá-la na produção e na escolha do repertório para um novo álbum de estúdio. Como resultado, em 2004 chega às lojas Carnaval Eletrônico, que trouxe mudanças drásticas em relação aos anteriores, apresentando canções remixadas e deixando de lado o axé e focando-se totalmente no eletrônico. O projeto rendeu a musicista sua primeira indicação ao Grammy Latino, onde concorreu ao prêmio de Melhor Álbum Pop Contemporâneo em Língua Portuguesa, embora tenha atraído avaliações medianas da crítica e a menor vendagem comercial de sua carreira até então. Apesar disso, o primeiro single lançado, "Maimbê Dandá" foi a música de maior sucesso do Carnaval de 2004. Meses depois, a artista decidiu não renovar com a BMG, insatisfeita com o descaso da gravadora para com seus lançamentos. Ao fim daquele ano, em outubro, ela realizou um concerto intimista na casa de shows Bourbon Street Music Club em São Paulo, sob uma aparência mais discreta onde deu ênfase a seu talento vocal, interpretando canções de jazz e MPB, dando origem à Clássica (2005) – álbum editado pela gravadora Som Livre em CD e DVD no ano seguinte.

## Desenvolvimento e lançamento
Com tantas transições em seu estilo musical, Mercury foi acusada de "não ter voz própria e atirar para todos os lados" pelos críticos musicais. Depois de assinar um contrato de licenciamento com a EMI Music, a brasileira passou a preparar-se para o seu pretendido lançamento de retorno a musicalidade baiana. A produção musical do projeto foi orquestrada pelo percussionista Ramiro Musotto e por Alê Siqueira, sob a direção artística da própria intérprete que fez questão de participar de todo o processo de pré, durante e pós-produção das músicas: "Eu acompanho cada nota colocada em meu disco; é tudo muito feito a partir do meu sentimento", declarou Mercury. Enquanto gravava o álbum, a artista decidiu incluir a palavra mulato como título, após descobrir que seu uso se fazia presente apenas no português do Brasil, que não continha tradução em outra língua, além de representar figurativamente a mistura de elementos musicais no qual ela queria imprimir no trabalho. Em entrevista com o jornal português Destak, a musicista explicou de forma mais aprofundada o significado do título final:
| “ | O nome veio porque é um disco dançante, então pensei em balé de rua, balé popular. Mulato porque é um disco muito brasileiro, mas também fusões internacionais. [...] Mulato é uma palavra criada da mestiçagem brasileira, do português do Brasil e não tem tradução noutra língua. Eu achei lindo porque eu acho que a música da gente não deve ser traduzida, deve ser sentida. E o português continua a ser a língua que eu desejo que o mundo aceite. | ” |

As 14 músicas inclusas no alinhamento ao álbum foram gravadas nos estúdios Ilha dos Sapos e O Canto da Cidade, ambos em Salvador, entre abril a julho de 2005. A capa de Balé Mulato foi fotografada por Mário Cravo Neto e criada por Gringo Cardia, na quadra da escola de samba Beija Flor de Nilópolis, na Baixada Fluminense do Rio de Janeiro e apresenta Mercury a frente de dois porta-bandeiras, um branco e outro negro, representando a mestiçagem brasileira. Seu encarte apresenta ensaios de fotos do Carnaval e dos morros. Hagamenon Brito do Correio da Bahia comparou-o com o conceito do álbum da cantora, Feijão com Arroz, lançado em 1996, dizendo: "O próprio espírito de mix rítmico, de miscigenação do disco de 1996, está presente no projeto gráfico de agora, assinado por Gringo Cardia". O produto final foi lançado digitalmente em 25 de outubro daquele ano. No entanto, seu lançamento físico ocorreu apenas em 13 de novembro.

## Composição
O Balé Mulato é um disco que lembra muito os meus anteriores. É um pouco de tudo o que eu fiz, mas tem uma relação muito forte, em termos estéticos, com os discos Feijão com Arroz e Sol da Liberdade. Este novo disco não é eletrônico. É como se fosse a minha identidade. Foi uma pesquisa que trouxe um outro olhar sobre as minhas músicas e outras misturas.

—Mercury explicando a musicalidade do álbum.
Inspirada pela musicalidade presente em seus álbuns Feijão com Arroz (1996) e Sol da Liberdade (2000), Mercury desviou Balé Mulato das sonoridades de estilos eletrônicos com influências do techno, bastante evidente em discos como Sou de Qualquer Lugar (2001) e Carnaval Eletrônico, e em vez disso, optou por explorar gêneros que "remetem às suas origens" como o samba-reggae e o axé o que resultou em um disco "mais brasileiro". Apesar de terem identificado em Balé Mulato bastante semelhanças sonoras com as primeiras gravações da cantora, os críticos de música notaram que várias das canções presentes no projeto ainda incorporam diversas influências estilísticas, como resultado de sua "incansável pesquisa de gêneros musicais mundo afora", que passa pela música pop, pelo samba de roda, samba carioca, reggae, frevo, rock, xote entre outros. Comparando-o com seu trabalho anterior, Mercury definiu Balé Mulato como um trabalho "diferente dos outros, mas tem a minha identidade, que já é conhecida". O crítico Marcello Santos notou que no álbum, Mercury "encontrou a fórmula com a medida exata da mistura do eletrônico com o percussivo [...] sem que nenhum deles perca o sabor original e sim ofereça novas alternativas ao se agrupar com outros elementos". Liricamente, toca em temas como "amor e as contradições da vida e do cotidiano", incitações à festa, e a "exaltação ao Brasil da Bahia". Em uma entrevista com a Folha de S.Paulo, a cantora explicou que as letras do álbum são "simples, mas que pra mim são muito bonitas e fazem com que as pessoas se identifiquem [...] Já outras músicas correm o risco de ser complicadas demais, mas acho que tem que ter esse entrave. Você não pode restringir o vocabulário de um disco".
Escrita pelos músicos Jauperi e Gigi, a faixa de abertura do álbum, "Topo do Mundo", é uma balada pop. Esta se inicia com fortes sons de violões que transmitem ao ouvinte a impressão de tratar-se de uma canção em formato acústico, com sua batida modificando-se para um tom dance mais cadenciado conforme progride. O toque de um berimbau tocado por Ramiro Musotto agregado à frase "capoeira dim dim dim dim dom" inicia o segundo número do álbum, "Levada Brasileira", escrito por Pierre Onassis e Edilson. A obra foi descrita como uma "electro-capoeira" por apresentar batidas pop somadas a batuques típicos do samba carioca e elementos eletrônicos adicionados através da programação também realizada por Musotto; suas letras celebram a "mestiçagem" sonora da música realizada no Brasil. Descrita por Mauro Ferreira do portal G1 como uma canção de letras libertárias, a terceira música "Amor de Ninguém (O Amor)" mantém o que um crítico chamou de "sincretismo musical" ao fundir samba-reggae com interpolações eletrônicas assim como nas composições anteriores. Sua instrumentação provem de uma guitarra havaiana, flauta e naipes de metais que são gradativamente adicionados à medida que a música avança. Em suas letras, a intérprete diz a pessoa amada que o amor não possui dono, como na linha, "o amor não é seu, não é meu nem de ninguém". No próximo número, "Balé Popular", a voz de Mercury é entrelaçada a batuques típicos da capoeira com sons de berimbau percutido por Musotto. Considerada por Ferreira a música que representa o "antropofágico espírito carnavalesco" do álbum, suas letras proclamam o eterno otimismo do povo brasileiro, "A alegria / A alegria do povo é poder cantar / Espantar o mal para o amor valer / E o tambor que batuca é um toque assim é de Nazaré é de Caxixi".
Um acordeom tocado pelo músico Toninho Ferraguti permeia a quinta composição do disco, o xote "Toneladas de Amor", cujo mote é a frase "e se ainda me quiser, eu não vou lhe decepcionar". A guitarra presente nessa composição foi tocada por Márcio Mello, autor da música, que também participa vocalicamente da obra recitando o poema de sua autoria "Amor Santo". Destoando sonoramente das anteriores, "Nem Tudo Funciona de Verdade" é uma faixa escrita por Tenilson Del Rey e Anderson Guimarães, sendo derivada do gênero rock, com influências de MPB. Seu arranjo vigoroso é construído com o uso de guitarras que dão o tom ao lado de violinos e violoncelos. "Pensar Em Você" é uma delicada balada pop escrita por Chico César, cuja produção apresenta uma forte e simples melodia minimalista guiada por um piano elétrico tocado por Marcelo Galter, com o apoio de cordas arranjadas por Lincoln Olivetti. César tinha composto o tema visando que o compatriota Roberto Carlos o gravasse. No entanto, o cantor por motivos desconhecidos não a quis, o que levou o compositor a oferecê-la a outros artistas. A próxima música, "Quero Ver o Mundo Sambar", é uma composição da própria intérprete, que anteriormente havia sido gravado em seu sétimo disco de estúdio, Carnaval Eletrônico, em uma sonoridade electro-axé. Aqui, alguns críticos notaram que a obra é retrabalhada numa síntese que funde elementos do samba carioca e do samba baiano, com sons sutis de percussão, ao mesmo tempo em que imprime uma levada de samba funk. Nas primeiras linhas, Mercury expressa seu amor pelo gênero: "o samba é meu chão, meu hino nacional, minha forma de oração, o meu carnaval", em uma das sequências finais da canção ela faz referência a outros artistas, "Caetano que é feito de bossa, de bossa / Com o ministro do samba Gil".
A releitura de "Aquarela do Brasil" do compositor Ari Barroso, foi gravada como um samba de roda e é caracterizada pelo uso de palmas e incrementado com um coro de filhas de santo do candomblé do bairro do Candeal, Salvador, que dão a "impressão de lavadeiras cantando". Também possui influências sonoras de chula, no qual Santanna sentiu que traz "o Brasil para o Recôncavo e para o Nordeste [brasileiro] com os pífanos ao fundo". Os vocais da cantora são acompanhados, em alguns momentos, pelo som de um berimbau, bem como de um violoncelo. Outra regravação, "Meu Pai Oxalá", é um número escrito e interpretado por Toquinho e Vinicius de Moraes, sendo retrabalhado em sons eletrônicos com um forte riff de guitarra ditando o ritmo. Liricamente, esta faixa é uma profunda e irradiante oração que demonstra como o sagrado consegue ter o máximo de majestade em si, enquanto em linhas como "Meu Pai Oxalá é o rei, venha me valer / o Velho Omulu, Atotô Abaluayê" ela pede a proteção dos Orixás. A canção é sucedida por "Eu Queria", de autoria de Pierre Onassis, Edilson e Xel Guima. Musicalmente derivada do samba-reggae, possui forte presença de bandolins. Santos notou ainda elementos de música portuguesa em sua composição, na qual observou conter "a fusão de duas culturas diversas, com o fado dentro do axé". "Sem Querer", a décima primeira obra do disco, é uma composição de Mercury. Em termos musicais, é um drum and bass com direito a vocais sobrepostos e um poema de sua própria autoria, num tom "altamente sofisticado". Escrito por Totonho Matéria e Jô Vieira, "Olha o Gandhi Aí", traz Balé Mulato de volta ao axé e como o próprio título sugere é sobre os Filhos de Gandhy. O posto final da lista é ocupado pelo frevo "Água do Céu", escrito pela intérprete em parceria com Jorge Zarath, remetendo aos primeiros Carnavais, onde a guitarra baiana imperava.

## Crítica profissional
| Críticas profissionais          | Críticas profissionais |
| Avaliações da crítica           | Avaliações da crítica  |
| Fonte                           | Avaliação              |
| ------------------------------- | ---------------------- |
| AllMusic                        | [ 33 ]                 |
| Carnasite                       | [ 28 ]                 |
| Folha de S.Paulo                | [ 15 ]                 |
| Istoé Gente                     | [ 24 ]                 |
| Wilson & Alroy's Record Reviews | [ 34 ]                 |

Balé Mulato recebeu análises mistas por parte dos críticos especializados. Marcello Santos, resenhista do portal Carnasite, emitiu quatro estrelas totais ao produto, descrevendo-o como "na medida exata". Ele saudou o retorno musical da intérprete as suas origens e o disco por exibir "um vigor e uma atualidade em sua sonoridade que andaram meio que dispersos, ou mal aproveitados em trabalhos anteriores". Hagamenon Brito do jornal Correio da Bahia criticou positivamente a obra, dizendo que ele soava como uma atualização de Feijão com Arroz (1996), e que a cantora continuava com a saudável mania de tentar conciliar mercado e qualidade. O website Wilson & Alroy's Record Reviews também o comparou à Feijão com Arroz e concluiu dizendo que algumas canções "não são exatamente originais, mas já faz muito tempo que não ouvia um disco tão interessante sonoramente". Rubens Lisboa, do website Infonet, avaliou positivamente Balé Mulato, considerando-o um dos melhores de sua discografia, e comentou que "em seu novo trabalho, Daniela retoma a mistura pop baiana que caracteriza a melhor fase de sua carreira, enveredando por um axé mais tradicional e básico sem, contudo, torná-lo simplista". Complementou dizendo que era "um disco feito com categoria sob medida para os amantes dos baticuns e similares", mas também observou que "como compositora, Daniela continua irregular, porém acertou ao dosar sua produção autoral".
Numa análise mediana para o jornal Folha de S.Paulo, Ronaldo Evangelista deu-lhe duas estrelas de um total de quatro, escrevendo que "em Balé Mulato, a cantora não é mais do que ela mesma. Estão ali as músicas que incitam à festa, os refrões que se repetem à exaustão, as baladas no violão, as percussões que se misturam com ritmos eletrônicos, as covers de MPB e a animação e potência da sua voz". No entanto, também percebeu que "o problema é que muita coisa não funciona pelo esforço exagerado para tornar aquilo aceitável e pop. [...] Daniela Mercury e seu disco novo têm muitas qualidades, são agradáveis e devem encontrar seu público. Mas, em alguns momentos, é tudo apenas desinteressante". José Flávio Júnior, da revista Istoé Gente, concedeu três estrelas ao projeto notando que Mercury "mostra ainda ter fôlego para experimentar"; contudo, sentiu que nele a artista "desiste totalmente do Brasil, assumindo nas entrelinhas que seu lugar não é mais aqui, onde perdeu espaço no mercado fonográfico e onde a crítica musical ignora seu pioneirismo e as subversões estéticas promovidas em quase 20 anos de carreira". Além disso, Júnior considerou-o um disco de "repertório irregular", embora acredita-se que a faixa "Pensar em Você" apresentava potencial para "reconectar a artista com seu povo". Mauro Ferreira, do G1, aclamou o trabalho e o elogiou por recuperar o "vigor discográfico" de Mercury "com uma coesão nem sempre presente em seu catálogo". Ele o definiu como seu "último grande álbum", mesmo após 15 anos de lançado.
No fim de 2005, o trabalho foi eleito o quarto melhor lançamento brasileiro daquele ano por internautas da Istoé Gente. Também rendeu a Mercury os troféus de Melhor Cantora Regional e Melhor Cantora por Voto Popular na 17ª cerimônia do Prêmio TIM de Música.

## Promoção

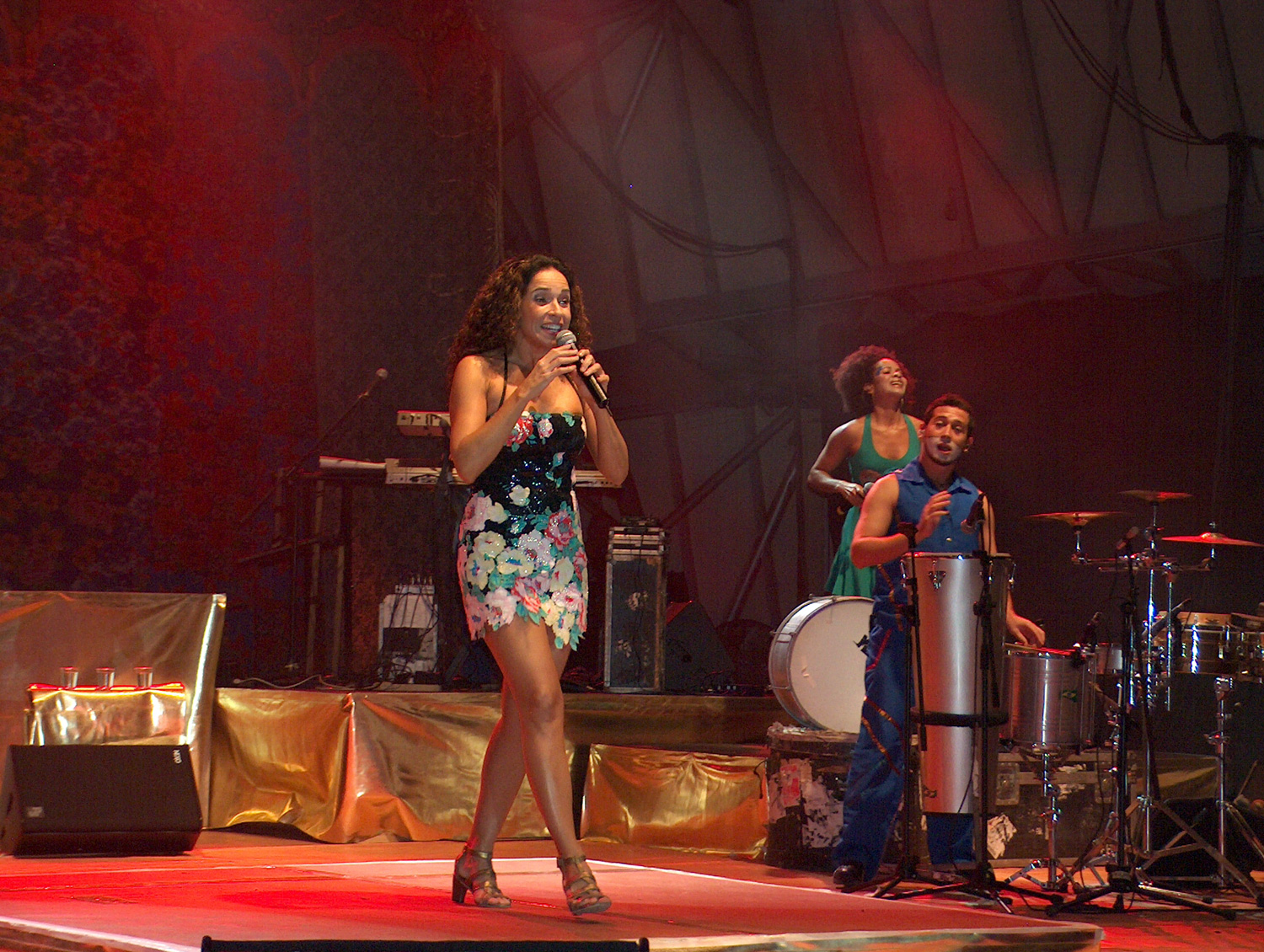
Mercury se apresentando ao vivo em Tel Aviv, Israel, como parte da turnê Balé Mulato, em 2007.

Após o lançamento de Balé Mulato, Mercury promoveu-o em várias aparições na televisão. O single "Topo do Mundo" foi apresentado ao vivo pela primeira vez em 30 de novembro de 2005 durante a participação da intérprete no programa da Rede Globo, Mais Você. Ela veio a cantá-lo novamente em 2 de dezembro no Domingão do Faustão, juntamente com "Aquarela do Brasil", "Pensar em Você", "Levada Brasileira" e outras composições do álbum. Na ocasião, a musicista também falou sobre do cancelamento de sua apresentação no Vaticano devido à sua posição favorável ao uso de preservativos como forma de prevenção à AIDS. No dia 8, Mercury concedeu uma entrevista ao Programa do Jô, no qual conversou sobre o álbum e a polêmica do Vaticano, além de interpretar "Topo do Mundo" e seu sucesso anterior "Ilê Pérola Negra (O Canto do Negro)", faixa de seu sexto trabalho Sol da Liberdade (2000).
Em fevereiro de 2006, a brasileira foi a Portugal para promover o lançamento do álbum no país, aparecendo em diversos programas da televisão portuguesa, como HermanSIC e Só Visto! da RTP, e K7 Pirata da SIC. O Esporte Espetacular, exibido em 12 de fevereiro, exibiu uma matéria com a cantora que tratou sobre futebol e o conceito de seu single "Levada Brasileira", que era direcionado a Copa do Mundo FIFA de 2006. Ainda no mesmo mês, três músicas do álbum, "Topo do Mundo", "Levada Brasileira" e "Pensar em Você", chegaram aos celulares da operadora TIM Brasil em truetone, formato digital para execução em telefones portáteis. Em 2 de abril, retornou ao palco do Domingão do Faustão, onde recebeu discos de ouro por Balé Mulato e pelo DVD Baile Barroco e interpretou ao vivo "Levada Brasileira", "Maimbê Dandá" e "Só No Balanço do Mar". Já no dia 18, Mercury executou "Levada Brasileira" durante sua participação no programa Hebe, apresentado por Hebe Camargo no SBT, que comemorava sua milésima edição. Cinco dias depois, foi ao ar participação da musicista no Estrelas, onde recebeu a apresentadora Angélica em sua casa para conversarem assuntos da carreira e vida pessoal, dentre outros temas. Em 8 de maio, ela apresentou-se no Domingo Legal com "Pensar em Você" e "Maimbê Dandá" e falou sobre os concertos que faria durante a Copa do Mundo na Alemanha. Mercury esteve no especial de Copa do Mundo do dominical Tudo é Possível da Rede Record, exibido em 11 de junho; na atração, além de ter sido entrevistada por Eliana, deu voz a "Levada Brasileira" e outras canções de seu catálogo anterior.
O trabalho foi promovido ainda através de uma turnê mundial, também intitulada Balé Mulato. Iniciada em 11 de março de 2006, no Citibank Hall, em São Paulo, e concluída dois anos depois, em 13 de novembro de 2008, no Master Hall, em Curitiba, Paraná, passando por cidades da América do Sul, África, Europa e Ásia. O cenário do espetáculo, assinado pelo artista plástico Joãozito, remetia a estética barroca interagindo com imagens das favelas brasileiras emolduradas por panos de chita. As coreografias traziam movimentos de danças da cultura afro-brasileira atrelados à dança contemporânea. O concerto realizado em 17 de setembro de 2006, no Farol da Barra, em Salvador, foi gravado para um lançamento em CD e DVD. A apresentação gratuita fez parte das comemorações dos 60 anos do Sesc. O audiovisual, intitulado Balé Mulato - Ao Vivo e dirigido por Lírio Ferreira, foi disponibilizado em novembro do mesmo ano. Um ano depois, em 8 de novembro de 2007, o trabalho recebeu o Grammy Latino de Melhor Álbum de Música Regional ou de Raízes Brasileiras, o primeiro da cantora após quatro indicações frustradas.

## Singles
"Olha o Gandhi Aí" foi lançada como um single em 12 de janeiro de 2005, para o Carnaval, e acabou sendo adicionada à lista de faixas de Balé Mulato. A faixa foi vencedora do Troféu Band Folia, como melhor música. "Topo do Mundo" foi lançada como o primeiro single oficial do trabalho em 11 de outubro de 2005. Um vídeo musical acompanhante para a canção foi dirigido por Lírio Ferreira, e foi inspirado pelo Mito de Penélope. Nele, Mercury é uma costureira em um barracão de escola de samba à espera do seu amor que se encontra preso não se sabe bem o porquê. Ela trabalha em seu vestido de porta-bandeira, preparando-se para o Carnaval. "Levada Brasileira" foi o segundo single oficial do disco, sendo trabalhada para o Carnaval de 2006. Com a faixa, Mercury foi novamente vencedora do Troféu Band Folia, ganhando um prêmio de melhor música pela canção. "Pensar Em Você", apesar de não ter sido lançada como single, ganhou grande destaque após ser incluída na trilha sonora da telenovela Belíssima da Rede Globo.

## Alinhamento de faixas
| Balé Mulato    |                                |                                    |         |  |
| N.º            | Título                         | Compositor(es)                     | Duração |  |
| 1.             | "Topo do Mundo"                | Gigi · Jauperi                     | 3:06    |  |
| 2.             | "Levada Brasileira"            | Pierre Onassis · Edilson           | 3:36    |  |
| 3.             | "Amor de Ninguém (O Amor)"     | Jorge Papapá                       | 3:54    |  |
| 4.             | "Balé Popular"                 | Onassis · Edilson                  | 3:45    |  |
| 5.             | "Toneladas de Amor"            | Márcio Mello                       | 4:07    |  |
| 6.             | "Nem Tudo Funciona de Verdade" | Tenison Del Rey · Gerson Guimarães | 2:52    |  |
| 7.             | "Pensar Em Você"               | Chico César                        | 3:13    |  |
| 8.             | "Quero Ver o Mundo Sambar"     | Daniela Mercury                    | 4:05    |  |
| 9.             | "Aquarela do Brasil"           | Ary Barroso                        | 4:33    |  |
| 10.            | "Meu Pai Oxalá"                | Toquinho · Vinícius de Moraes      | 2:58    |  |
| 11.            | "Eu Queria"                    | Onassis · Edilson · Xel Guima      | 3:28    |  |
| 12.            | "Sem Querer"                   | Mercury                            | 4:31    |  |
| 13.            | "Olha o Gandhi Aí"             | Tonho Matéria · Jô Vieira          | 3:42    |  |
| 14.            | "Água do Céu"                  | Mercury · Jorge Zarath             | 3:55    |  |
| Duração total: | Duração total:                 | Duração total:                     | 51:21   |  |

## Créditos e pessoal
Lista-se abaixo os profissionais envolvidos na elaboração do de Balé Mulato, de acordo com o encarte dos álbum:
Locais de gravação
| - Estúdios Ilha do Sapo (Salvador, Bahia) - Estúdio Canto da Cidade (Salvador) |

Visuais e imagem
| - Gringo Cardia: direção de arte, coordenação executiva, design gráfico, fotografia - Alexandre Rocha: assistência fotográfica - Mário Cravo Neto: fotografia |

Vocais
| - Daniela Mercury: vocais - Gilberto Alves: vocais - Tita Alves vocais | - Renan Ribeiro: vocais - Marcio Mello: vocais - Ramón Cruz: vocais |

Produção
| - Daniela Mercury: composição, assistência de produção - Ramiro Mussoto: produção, assistência de produção, arranjos - Ale Siqueira: arranjos, produção - Vinícius de Moraes: composição - Tenison del Rey: composição - Pierre Onasis: composição - Jorge Papapa: composição - Ary Barroso: composição - Toquinho: composição - Joe Vieira: composição - Jorge Zarath: composição - Jauperi: composição - Marcio Mello: composição - Gigi: composição | - André Becker: arranjos - Gerson Silva: arranjos - Edilson: composição - Tonho Matéria: composição - Gerson Guimarães: composição - Chico César: composição - Xel Guima: composição - Rica Amabis: programação - Daniel Reis: assistência de áudio - Carlinhos Freitas: masterização de áudio - DJ Cia: programação, arranjos - Flávio Souza: mixagem - Eduardo tavares: mixagem - Walter Costa: mixagem, programação |

Instrumentação
| - Daniela Mercury: palmas - José alves: violino - André Becker: flauta, saxofone - Ramón Cruz: bateria - João Daltro: violino - Rudson Daniel: palmas, percussão, timbales - Erasmo Fernandes: violinos - Daniel Guedes: violino - Cesário Leony: baixo - Rudnei Monteiro: violão, violino - Jaques Morelenbaum: violoncelo - Toninho Ferraguti: acordeão | - Marcelo Galter: piano - Julio Moreno: guitarra - Zito Moura: teclados - Ramiro Musotto: berimbau, percussão - Antonella Pareschi: violino - Jesuina Noronha Passaroto: viola - Iura Ranevsky: violoncelo - Hugo San: trombone - Adson Santana: guitarra, tres cubano - Guiga Scott: fliscorne - Gerson Silva: guitarra - Ale Siqueira: palmas |

## Desempenho comercial
No país natal de Mercury, o Brasil, Balé Mulato teve uma boa receptividade comercial. Em 17 de fevereiro de 2006, com apenas dois meses em que foi posto a venda, mais de 100 mil réplicas do produto já haviam sido adquiridas em todo o país, o que Vagner Fernandes do Jornal do Brasil considerou como um "ótimo número" para um período de intensa popularização da pirataria. Posteriormente foi certificado com ouro pela Pro-Música Brasil (PMB) denotando vendas superiores a 50 mil cópias, sendo este o último trabalho de Mercury a alcançar algum nível de certificação na região. O produto encontrou sucesso similar em Portugal, onde debutou na 12º colocação da tabela portuguesa de álbuns em sua primeira semana de lançamento no país. Saltou para o número dois na atualização seguinte — onde permaneceu por uma semana — sendo barrado do topo por Ancora de Il Divo. Esse foi o pico mais alto já alcançado por um álbum da artista nesse gráfico. Em sua terceira semana caiu uma posição e continuou a regredir até deixar a parada no 29º posto, após dezoito semanas de permanência. Foi certificado como ouro pela Associação Fonográfica Portuguesa (AFP) pelas vendas totais de 20 mil exemplares.
| País — Tabela musical (2006)                 | Posição de pico |
| -------------------------------------------- | --------------- |
| Portugal (Associação Fonográfica Portuguesa) | 2               |

| Região                                                                                             | Certificação | Unidades/Vendas |
| -------------------------------------------------------------------------------------------------- | ------------ | --------------- |
| Brasil (Pro-Música Brasil)                                                                         | Ouro         | 50,000*         |
| Portugal (AFP)                                                                                     | Ouro         | 20,000^         |
| *números de vendas baseados somente na certificação ^distribuições baseadas apenas na certificação |              |                 |

## Histórico de lançamento
| País           | Data                   | Formato          | Gravadora  | Ref.   |
| -------------- | ---------------------- | ---------------- | ---------- | ------ |
| Brasil         | 25 de outubro de 2005  | Download digital | EMI Brasil | [ 20 ] |
| Brasil         | 13 de novembro de 2005 | CD               | EMI Brasil | [ 21 ] |
| Portugal       | 25 de outubro de 2005  | Download digital | EMI Brasil | [ 67 ] |
| Portugal       | Fevereiro de 2006      | CD               | EMI Brasil | [ 68 ] |
| Espanha        | 25 de outubro de 2005  | Download digital | Sony BMG   | [ 69 ] |
| França         | 29 de outubro de 2008  | CD               | Sony BMG   | [ 70 ] |
| Estados Unidos | 31 de outubro de 2008  | CD               | Sony BMG   | [ 71 ] |
| México         | 12 de novembro de 2008 | CD+DVD           | Sony BMG   | [ 72 ] |
| Alemanha       | 12 de novembro de 2008 | CD+DVD           | Sony BMG   | [ 73 ] |